# Nor Lípez

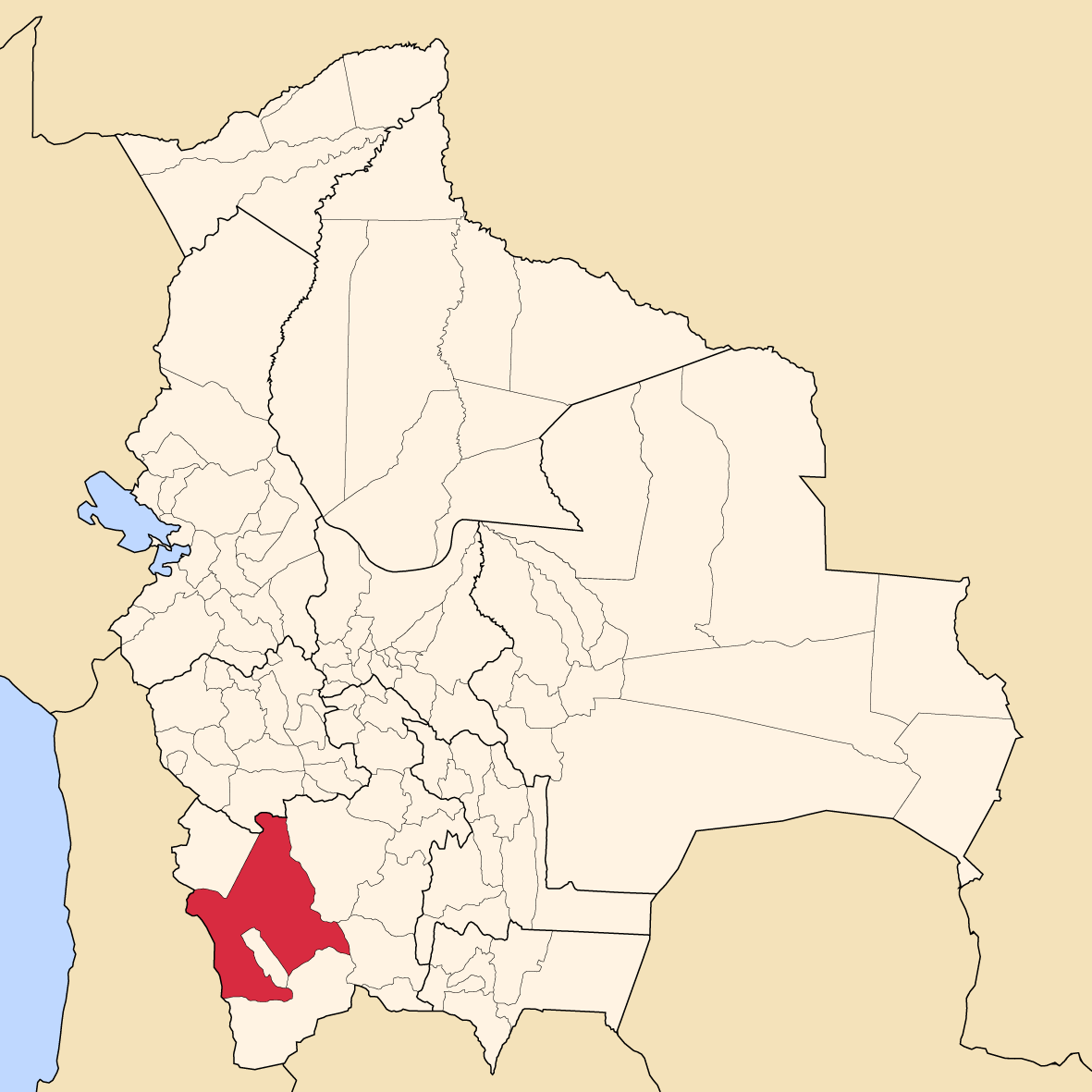
Provinsens läge i Bolivia

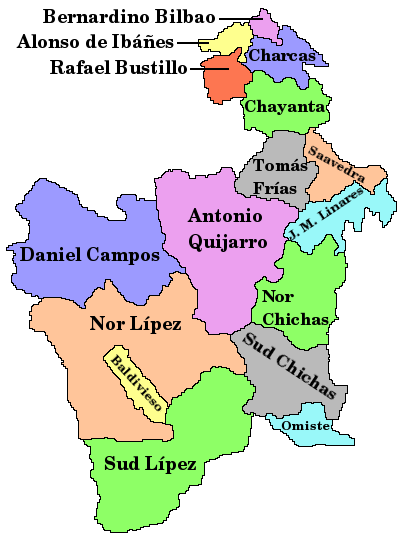
Provinser i Potosí

Nor Lípez är en provins i departementet Potosí i Bolivia. Den administrativa huvudorten är Colcha "K".